# Давіде Фальчоні
Давіде Фальчоні (італ. Davide Falcioni, нар. 19 травня 1975, Фано) — італійський футболіст, що грав на позиції воротаря за низку італійських клубних команд.

## Ігрова кар'єра
Народився 19 травня 1975 року в місті Фано. Вихованець юнацьких команд місцевого «Фано», а також академій «Фіорентини» та «Парми».
У дорослому футболі 17-річний гравець дебютував 1992 року виступами за рідну «Фано» на рівні четвертого італійського дивізіону. 
Протягом сезону 1995/96 років захищав кольори «Ольбії», продемонструвавши високу надійність — пропускав у середньому менше одного гола за гру. Це зробило Фальчоні одним з найперспективніших молодих воротарів Італії.
Завдяки цьому статусу 1996 року він був запрошений до «Ювентуса» як третій голкіпер після Анджело Перуцці та Мікеланджело Рампулли. В останній грі сезону 1996/97 все ж дебютував за «стару сеньйору», що дозволило йому нарівні з рештою партнерів по команді отримати титул чемпіона Італії.
Попри це перспективи молодого воротаря в основній команді «Ювентуса» були примарними, і влітку того ж 1997 року він її залишив. Спочатку він провів деякий час у друголіговому «Тревізо», після чого провів ще три гри на рівні елітного італійського дивізіону за «Віченцу».
Згодом протягом сезону 1998/99 був основним воротарем третьолігового «Ліворно», а також резервним голкіпером у друголігових «Козенці» і «Катанії», після чого до завершення кар'єри у 2008 році грав у командах нижчих італійських ліг.

## Титули і досягнення
- Чемпіон Італії (1):

«Ювентус»: 1996-1997
- Володар Суперкубка УЄФА (1):

«Ювентус»: 1996
- Володар Міжконтинентального кубка (1):

«Ювентус»: 1996